# 热爱 (2019年电视剧)
《热爱》（英語：New Fortress Besieged）是2019年在中国大陆播出的都市爱情剧，导演王小列，主演杨玏、啜妮、刘敏涛、张晨光、牛莉、梁冠华、王博文。2019年12月1日在北京卫视首播，优酷、爱奇艺、腾讯视频同步播出。讲述北京市一对毕业后的大学生从相爱到结婚的故事。

## 演员
- 杨玏 出演 尚晋
- 啜妮 出演 李貌
- 刘敏涛 出演 管红花
- 张晨光 出演 李双全
- 牛莉 出演 万山红
- 梁冠华 出演 尚得志
- 吕中 出演 李奶奶
- 柯蓝 出演 常有丽
- 黄圣依 出演 安心
- 王博文 出演 李才
- 范伟 出演 梅然光
- 范明 出演 范台长
- 张歆艺 出演 杨樱
- 鲁照华 出演 毛毛
- 宋运城 出演 马吃草
- 黄志忠 出演 刘克弱
- 郝蕾 出演 周茉莉
- 李勤勤 出演 罗妈
- 王迅 出演 罗永恒
- 娟子 出演 张开兰
- 英达 出演 老鹰
- 刘小宁 出演 毛百搭
- 赵倩 出演 林姐
- 谢园 出演 卢老师
- 马丽 出演 谭英
- 史航 出演 史航
- 谭飞 出演 谭飞
- 卢庚戌 出演 卢庚戌
- 巩汉林 出演 东北父亲
- 金珠 出演 东北母亲

## 曲目
| 曲序 | 曲目                         |                | 作曲   | 歌手   |
| ---- | ---------------------------- | -------------- | ------ | ------ |
| 1.   | 《热爱》（片尾曲）           | 周亚平         | 王之一 | 路默依 |
| 2.   | 《我的家是一个箱子》（插曲） | 宋方金         | 王之一 | 路默依 |
| 3.   | 《我是一把大铁锤》（插曲）   | 奥拉夫·豪格    | 王之一 | 路默依 |
| 4.   | 《自己的幸福》（插曲）       | 黄圣依、张鹏鹏 | 黄圣依 | 黄圣依 |
| 5.   | 《因为有你》（插曲）         | 王博文         | 王博文 | 王博文 |
| 6.   | 《晚安》（插曲）             | 王博文         | 王博文 | 王博文 |
| 7.   | 《你是我的妞》（插曲）       | 王蓉           | 王蓉   | 王蓉   |

## 制作
2017年11月9日，《热爱》在北京市正式开机，当时名字是《新围城》。